# 1989 год в изобразительном искусстве СССР
1989 год был отмечен рядом событий, оставивших заметный след в истории советского изобразительного искусства.

## События
- Выставка произведений Николая Антоновича Мухо открылась в залах Ленинградской организации Союза художников РСФСР.[1]

- Выставка произведений ленинградских художников, посвящённая 45-летию полного освобождения города от вражеской блокады, открылась в залах Ленинградской организации Союза художников РСФСР. Экспонировались работы Евгении Байковой, Николая Баскакова, Льва Богомольца, Анатолия Васильева, Ольги Десницкой, Крума Джакова, Елены Жуковой, Бориса Корнеева, Олега Ломакина, Гавриила Малыша, Фёдора Мельникова, Петра Назарова, Юрия Непринцева, Арсения Семёнова, Николая Тимкова, Сергея Фролова и других ленинградских художников.[2]

- Выставка произведений Игоря Владимировича Суворова открылась 28 января в залах Ленинградской организации Союза художников РСФСР.[3]

- Выставка произведений Савицкого Георгия Константиновича (1887-1949) открылась в Музее Академии художеств в Ленинграде.[4]

- Выставка произведений Юрия Михайловича Непринцева к 80-летию со дня рождения открылась в Музее Академии художеств в Ленинграде.[5]

- В Париже с успехом прошли первые выставки и аукционы русской живописи "L'Ecole de Leningrad" ("Ленинградская школа"), впервые широко представившие западному зрителю творчество мастеров изобразительного искусства Ленинграда 1940-1980 годов. Экспонировались работы Всеволода Баженова, Бориса Бельтюкова, Льва Богомольца, Петра Бучкина, Ростислава Вовкушевского, Эдварда Выржиковского, Ивана Годлевского, Анатолия Данилова, Рашида Доминова, Бориса Запорожца, Германа Егошина, Бориса Корнеева, Елены Костенко, Марины Козловской, Бориса Николаева, Владимира Овчинникова, Вячеслава Овчинникова, Виктора Отиева, Филарета Пакуна, Юрия Подляского, Виктора Рейхета, Александра Романычева, Георгия Татарникова, Олега Татарникова и других художников.[6][7]

- Выставка произведений Александра Владимировича Шмидта открылась в залах Ленинградской организации Союза художников РСФСР.[8]

- Выставка произведений Гавриила Кондратьевича Малыша открылась в залах Ленинградской организации Союза художников РСФСР.[9]

- Выставка произведений народного художника РСФСР Ю. М. Непринцева к 80-летию со дня рождения открылась в Ленинграде в залах Научно-исследовательского музея АХ СССР.[10]

## Скончались
- 16 января — Пустовойтов Фёдор Степанович, русский советский живописец и педагог (род. в 1912).
- 7 февраля — Вирсаладзе Симон Багратович, советский театральный художник, Народный художник СССР, лауреат Ленинской, Сталинской и Государственной премии СССР (род. в 1909).
- 23 марта — Казаков, Яков Александрович, русский советский художник-монументалист и реставратор, лауреат Ленинской премии (род. в 1915).
- 31 марта — Белоусов Пётр Петрович, русский советский живописец, график и педагог, Народный художник РСФСР (род. 1912).
- 9 июня — Васильев Пётр Константинович, советский живописец (род. 1909).
- 29 июля — Скрябин Владимир Трофимович, русский советский живописец (род. в 1927).
- 15 августа — Карпов Юрий Фёдорович, русский советский живописец (род. в 1931).
- 21 августа — Романычев Александр Дмитриевич, российский советский живописец, график и педагог, Народный художник Российской Федерации (род. в 1919).
- 28 августа — Белов Станислав Кондратьевич, советский российский график и педагог, Заслуженный деятель искусств РСФСР (род. в 1937).
- 5 сентября — Штабнов Геннадий Арсентьевич, советский живописец и педагог (род. в 1927).
- 9 ноября — Курдов Валентин Иванович, советский график, живописец, Народный художник РСФСР (род. в 1905).
- 27 ноября - Лучишкин Сергей Алексеевич, русский советский живописец, театральный деятель, Заслуженный художник Российской Федерации (род. 1902).
- 7 декабря — Вальцев Виталий Геннадиевич, русский советский живописец, график и педагог (род. в 1917).

### Полная дата неизвестна
- Финогенов Константин Иванович, советский живописец, график и педагог, Заслуженный деятель искусств РСФСР, лауреат Сталинской премии (род. в 1902)